# Time Out of Mind
Time Out of Mind är Bob Dylans 30:e studioalbum, utgivet 1997. Titeln är en term som Shakespeare först använde i Romeo och Julia. 

## Tema
Albumet fungerar som en sammanfattning av Bob Dylans karriär och det kulturella sammanhang han representerar. Det kan även ses som ett personligt testamente, präglat av en mörkare syn på omvärlden. Musikaliskt domineras skivan av en tydlig bluesinfluerad stil, där känslan av nedstämdhet speglas i både text och arrangemang. Albumet innehåller flera referenser till äldre amerikanska musiktraditioner och har en stark intertextuell koppling till folkmusik och blues.
Trots det allvarliga tematiken framträder även Dylans humor, exempelvis i låten Cold Irons Bound, där berättarjaget befinner sig i en gravkista på väg mot kyrkogården samtidigt som han reflekterar över sin kärlek till en kvinna som ”tar sådan lång tid på sig att dö”.
Låttexterna behandlar återkommande teman i Dylans produktion, såsom kärlek – ofta misslyckad – desillusion, svek och otillräcklighet. Sångstilen är dock mer återhållen jämfört med hans tidigare karakteristiska, snabba leverans av textrader.
Albumet producerades av Daniel Lanois, som strävade efter en jämn balans mellan instrumenten. Detta resulterade i en tät och sammanhållen ljudbild där inget enskilt instrument dominerar.

## Mottagande
Albumet nådde tionde plats på både Billboard 200 och UK Albums Chart. Det tilldelades Grammys för årets album och bästa samtida folkmusikalbum.
När tidskriften Rolling Stone rankade album till listan 500 Greatest Albums of All Time kom Time Out of Mind på plats 408.
Av låtarna har framförallt "Make You Feel My Love" spelats in av många andra artister, bland annat Billy Joel (vars version gavs ut innan Dylans egen), Adele, Bryan Ferry, Ane Brun, Garth Brooks och Neil Diamond.

## Låtlista
Låtarna skrivna av Bob Dylan.
1. "Love Sick" - 5:21
2. "Dirt Road Blues" - 3:36
3. "Standing in the Doorway" - 7:43
4. "Million Miles" - 5:52
5. "Tryin' to Get to Heaven" - 5:21
6. "'Til I Fell in Love With You" - 5:17
7. "Not Dark Yet" - 6:29
8. "Cold Irons Bound" - 7:15
9. "Make You Feel My Love" - 3:32
10. "Can't Wait" - 5:47
11. "Highlands" - 16:31

## Listplaceringar
| Lista (1997)   | Position             |
| -------------- | -------------------- |
| Australien     | 24                   |
| Finland        | 28                   |
| Frankrike      | 15                   |
| Kanada         | 27 (RPM)             |
| Nederländerna  | 28                   |
| Norge          | 2 (VG-lista)         |
| Nya Zeeland    | 11                   |
| Schweiz        | 12                   |
| Storbritannien | 10 (UK Albums Chart) |
| Sverige        | 5 (Topplistan)       |
| Tyskland       | 6                    |
| USA            | 10 (Billboard 200)   |
| Österrike      | 12                   |